# Суйкка
Су́йкка (фин. Suikka) — хутор в составе Кааламского сельского поселения Сортавальского района Республики Карелия.

## Общие сведения
Расположен на железнодорожной ветке Сортавала—Вяртсиля.

## Население
| 2002 | 2009 | 2010 | 2013 |
| ---- | ---- | ---- | ---- |
| 0    | →0   | →0   | →0   |